# B-S-Beler, Ron
B-S-Beler là một làng thuộc tehsil Ron, huyện Gadag, bang Karnataka, Ấn Độ.